# Neothyonidium parvipedum
Neothyonidium parvipedum is een zeekomkommer uit de familie Phyllophoridae.
De wetenschappelijke naam van de soort werd in 1989 gepubliceerd door Francis Rowe.